# François de Danemark
Francois de Danemark, Norvège et Suède  (en danois : Frans af Danmark, Norge og Sverige) né le 15 juillet 1497 à Copenhague (union de Kalmar) et décédé dans la même ville le 1er avril 1511 était un prince de l'union de Kalmar.

## Biographie
Plus jeune fils du roi Jean Ier roi de Danemark, Norvège et de Suède et de la reine Christine de Saxe, il est prénommé François en l'honneur du saint préféré de sa mère saint François d'Assise.
En mars 1511, le prince François est mort de la peste et enterré dans le monastère franciscain d'Odense. Lorsque celui-ci fut détruit en 1805, son corps et celui de ses parents furent déplacés dans la cathédrale Saint-Knud d'Odense.